# Klorbensen
Klorbensen är en klorerad aromatisk kolväteförening med formeln C6H5Cl.

## Historia
Klorbensen framställdes första gången 1851 genom att reagera fenol med fosforpentaklorid (PCl5).
Ämnet används tidigare för att framställa bekämpningsmedlet DDT, men den användningen har försvunnit i och med förbudet mot DDT.

## Framställning
Idag framställs klorbensen genom direkt klorering av bensen med järn(III)klorid (FeCl3) som katalysator.

## Användning
Idag används klorbensen främst som lösningsmedel eftersom det förmår att lösa upp olja, fett, harts och bakelit.
Det används också för att framställa anilin.